# Remote Viewing
『Remote Viewing』（リモート・ビューイング）は、奥井雅美の通算35作目のシングルである。

## 背景
- 奥井のシングルとしては初となるゲームの主題歌。奥井の楽曲でゲームソングを担当したのは、1999年に発売されたプレイステーション用ゲームソフト『封神領域エルツヴァーユ』のオープニングテーマ[2]である「kiss in the dark」以来、約7年ぶりとなった。

## 制作
- 表題曲である「Remote Viewing」は、作詞は奥井、作曲はアクアプラスの衣笠道雄が担当している。同曲は、2009年に発売されたコンピレーションアルバム『AQUAPLUS VOCAL COLLECTION VOL.6』にも収録されている[3]。
- カップリング曲の「背徳のKISS〜Love of a fallen angel〜」は、アルバム『Masami Life』で「Album Mix Version」として収録されている。

## 収録曲
| 全作詞: 奥井雅美。 |                                                 |           |           |                |      |
| #                  | タイトル                                        | 作詞      | 作曲      | 編曲           | 時間 |
| 1.                 | 「Remote Viewing」                              | 奥井雅美  | 衣笠道雄  | 鈴木Daichi秀行 | 3:57 |
| 2.                 | 「背徳のKISS〜Love of a fallen angel〜」        | 奥井雅美  | Rala      | Rala           | 4:54 |
| 3.                 | 「Remote Viewing」(inst.)                       | 奥井雅美  |           |                | 3:57 |
| 4.                 | 「背徳のKISS〜Love of a fallen angel〜」(inst.) | 奥井雅美  |           |                | 4:53 |
| 合計時間:          | 合計時間:                                       | 合計時間: | 合計時間: | 17:41          |      |

## 参加ミュージシャン
| Remote Viewing - Vocal Rec : 岡崎秀俊(Scrum Staff) - Mix : Monta - Guitar Solo : MACARONI☆ - All other instruments : 鈴木Daichi秀行 - Chorus : 奥井雅美 | 背徳のKISS〜Love of a fallen angel〜 - Vocal Rec･Mix : 水坪啓一(Dwango) - Guitar : Monta - Bass : IKUO - All other instruments : Rala - Chorus : 奥井雅美 |

## メディアでの使用
| # | 曲名               | タイアップ                                           | 出典  |
| - | ------------------ | ---------------------------------------------------- | ----- |
| 1 | 「Remote Viewing」 | PS2ゲームソフト『Routes PE』オープニングテーマ       | [ 5 ] |
| 1 | 「Remote Viewing」 | PSPゲームソフト『Routes PORTABLE』オープニングテーマ | [ 5 ] |